# Shinran
Shinran ( 親鸞 în japoneză) (n. 21 mai 1173 - d. 16 ianuarie 1263) a fost un călugăr budist și fondatorul școlii Jōdo Shinshū din Japonia. 
Copil de familie nobilă, a rămas orfan de mic, și a fost trimis la o mănăstire budistă de un unchi în 1181. 
În 1201 l-a întâlnit pe Hōnen, al cărui discipol a devenit.
În urma unei exilări în provincia Echigo (actualmente prefectura Niigata) în 1207, și-a schimbat numele în Gutoku („chelul nebun”).
A fost căsătorit și a avut 6 copii.
În 1211 exilul i-a fost revocat, dar a ales să nu se mai întoarcă la Kyoto.
În 1224 a scris cea mai importantă lucrare religioasă a sa, Kyogyoshinsho.
După ce a stat o perioadă de timp în orășelul Inada, la nord de Tokio, în 1234 s-a întors la Kyoto însoțit de una dintre fiice, Kakushinni, care avea să devină ulterior monshu (un fel de stareț) a templului Hongan-ji din Kyoto.
Unul din fii săi, Zenran, a încercat să creeze o nouă sectă budistă, lucru care l-a supărat pe Shinran, care l-a dezmoștenit.